# Eriosyce limariensis
Eriosyce limariensis ist eine Pflanzenart in der Gattung Eriosyce aus der Familie der Kakteengewächse (Cactaceae). Das Artepitheton limariensis verweist auf das Vorkommen der Art im Tal des Río Limarí in der Provinz Limarí.

## Beschreibung
Eriosyce limariensis wächst einzeln mit kugelförmigen graugrünen Trieben und erreicht Durchmesser von 5 bis 15 Zentimeter. Die  Wurzeln sind faserig, manchmal wird eine große Pfahlwurzel ausgebildet. Es sind 13 bis 20 Rippen vorhanden, die gekerbt sind. Die pfriemlichen, etwas aufwärts gebogenen Dornen sind braun und besitzen eine dunklere Spitze. Die ein bis vier, manchmal über Kreuz stehenden Mitteldornen sind 2 bis 4,5 Zentimeter lang. Die sechs bis zehn, etwas seitwärts ausgestreckten Randdornen sind 1,5 bis 4 Zentimeter lang, wobei die obersten von ihnen am längsten sind.
Die trichterförmigen, schwefelgelben Blüten besitzen einen etwas purpurfarbenen Mittelstreifen. Sie sind 3,5 bis 5,5 Zentimeter lang und weisen einen ebensolchen Durchmesser auf. Ihr Perikarpell ist mit kurzer Wolle besetzt. Die eiförmigen, rötlichen Früchte sind dickwandig, fleischig und hohl. Sie sind bis zu 2,7 Zentimeter lang und öffnen sich mit einer basalen Pore.

## Verbreitung und Systematik
Eriosyce limariensis ist in der chilenischen Region Coquimbo in den Küstenkordilleren und Vorbergen der Anden verbreitet.
Die Erstbeschreibung als Pyrrhocactus limariensis erfolgte 1980 durch Friedrich Ritter. Fred Kattermann stellte die Art 1994 in die Gattung Eriosyce. Weitere nomenklatorische Synonyme sind Neoporteria horrida var. limariensis (F.Ritter) A.E.Hoffm. (1989), Neoporteria limariensis (F.Ritter) Ferryman (1991) und Eriosyce curvispina var. limariensis (F.Ritter) A.E.Hoffm. & Helmut Walter (2004).

## Nachweise